# Sacro Monte di Orta
Il Sacro Monte di Orta fa parte del gruppo dei nove Sacri Monti alpini in Piemonte e Lombardia considerati patrimoni dell'umanità e si trova nel comune di Orta San Giulio in provincia di Novara.
Le motivazioni che hanno portato al riconoscimento così recitano:

## Storia

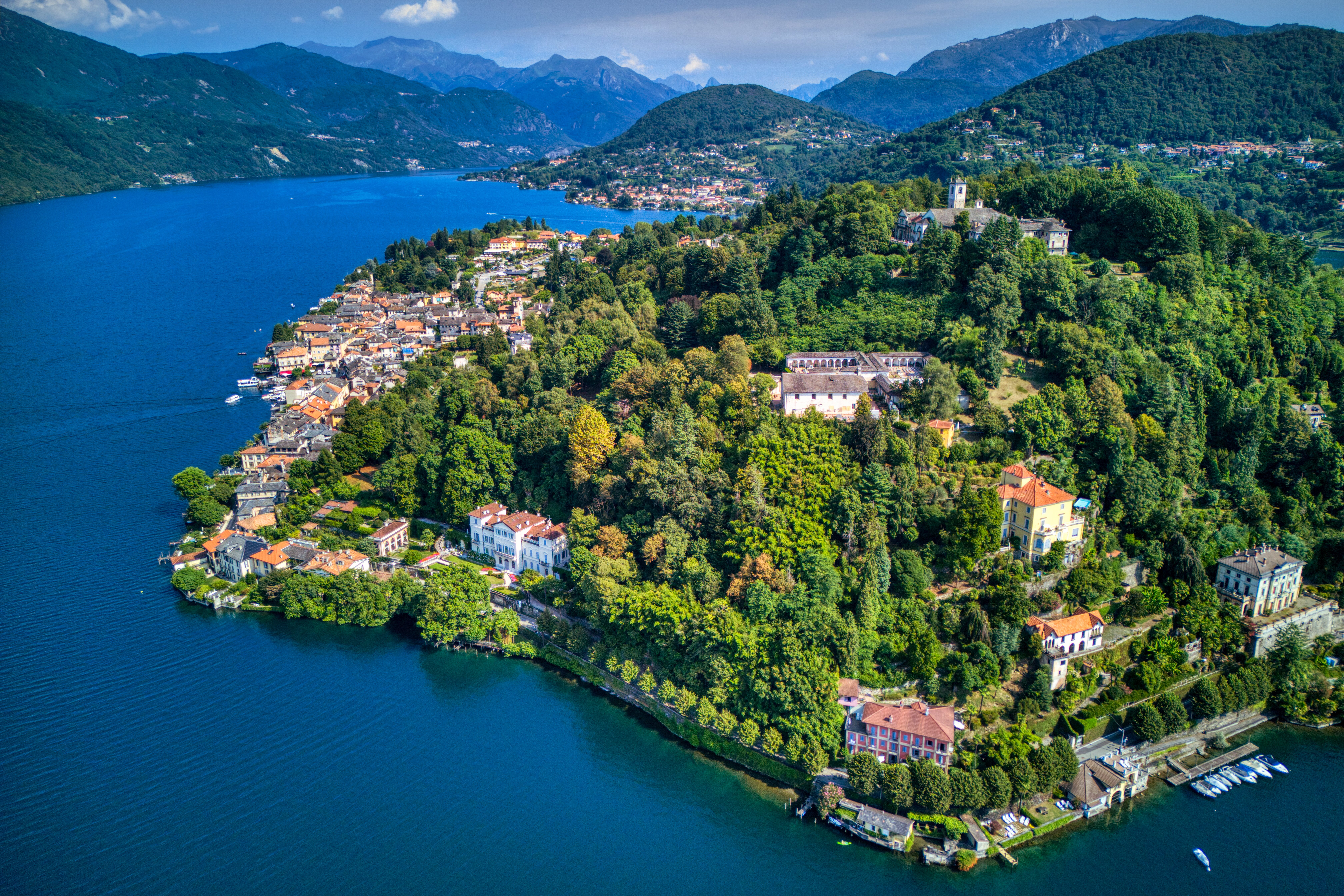
Il Sacro Monte di Orta sorge sulla collina che si eleva al centro della penisola di Orta San Giulio

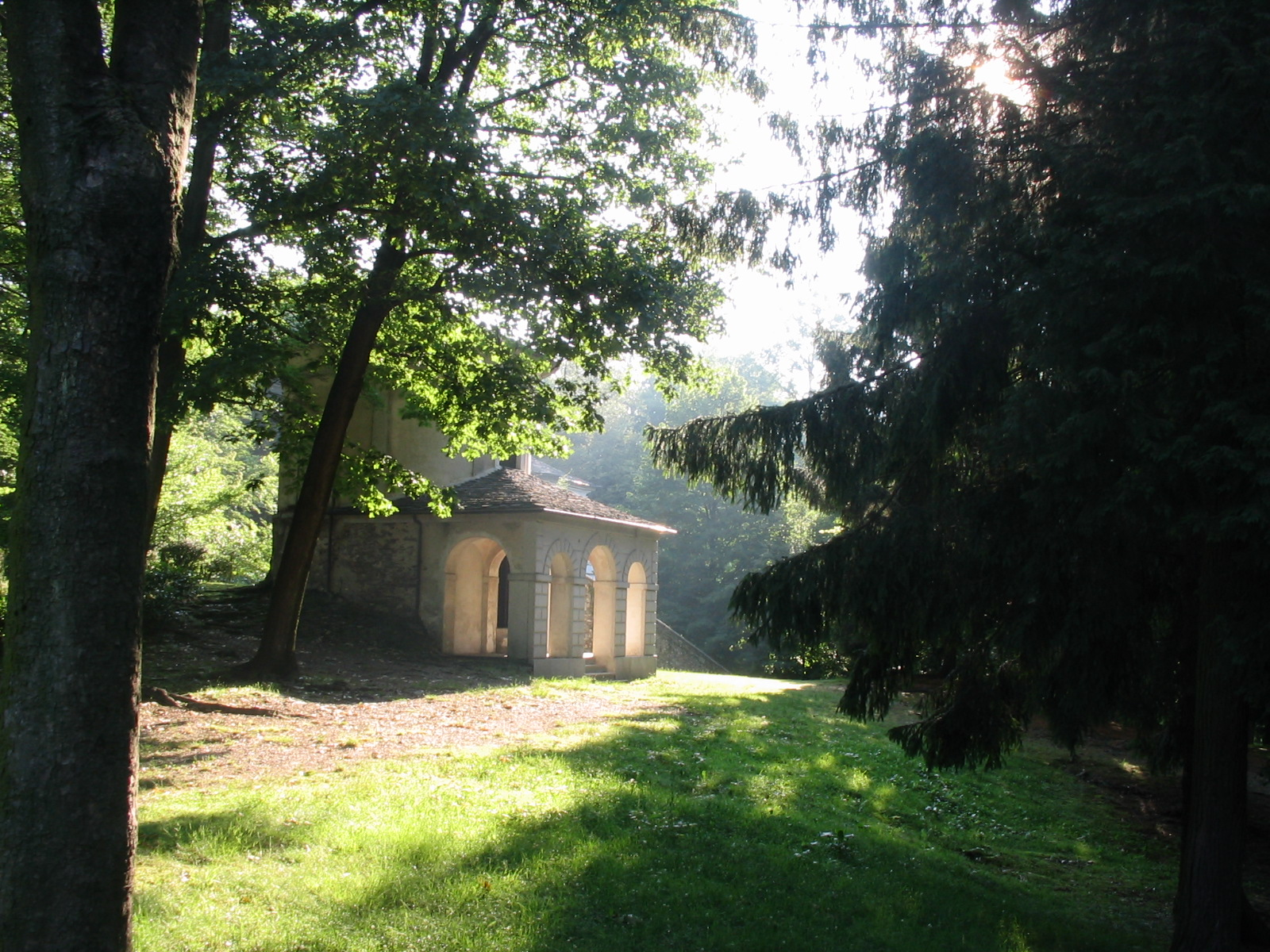
Scorcio del parco e delle cappelle

Il Sacro Monte di Orta sorge sulla collina che si eleva al centro della penisola di Orta San Giulio, situata sulla riva orientale del Lago d'Orta. Fu realizzato su emulazione del Sacro Monte di Varallo e si inserisce nelle realtà sorte sulla spinta della controriforma per contrastare la presenza luterana.
Fu edificato in tre distinti periodi, tra il 1590 e il 1785. Nel 1583 la comunità ortese decise di erigere sulla "Selva di San Nicolao", luogo dove sorgeva una chiesa omonima, un insieme di cappelle e un convento destinato ad accogliere, per volontà di San Carlo Borromeo e dall'Abate novarese Amico Canobio, i frati francescani cappuccini. Il primo finanziatore fu il novarese Amico Canobio, abate commendatario del monastero di San Bartolomeo di Vallombrosa a Novara, a cui fece seguito la comunità ortense e altri benefattori. Lo schema dell'impianto del Sacro Monte fu progettato da Padre Cleto di Castelletto Ticino, architetto e frate cappuccino, presente ad Orta tra il 1590 e il 1616, che progettò il rifacimento della chiesa, il convento e la maggioranza delle cappelle. Queste, secondo il progetto iniziale, avrebbero dovuto essere 33 (secondo altri alcuni documenti 36).
I lavori per la costruzione del convento cominciarono nel 1590 e nel 1591 si diede inizio alla costruzione della prima cappella, la XX (La canonizzazione di San Francesco). Il Vescovo di Novara, Carlo Bascapè - interprete fedele del magistero di San Carlo Borromeo - tra il 1593 ed il 1615 diede un decisivo impulso ai lavori del Monte, seguendo personalmente sia gli aspetti organizzativi sia il programma iconografico della decorazione delle cappelle. A lui venne dedicata la terza cappella, che ne riprendeva la figura come Vescovo di Assisi.

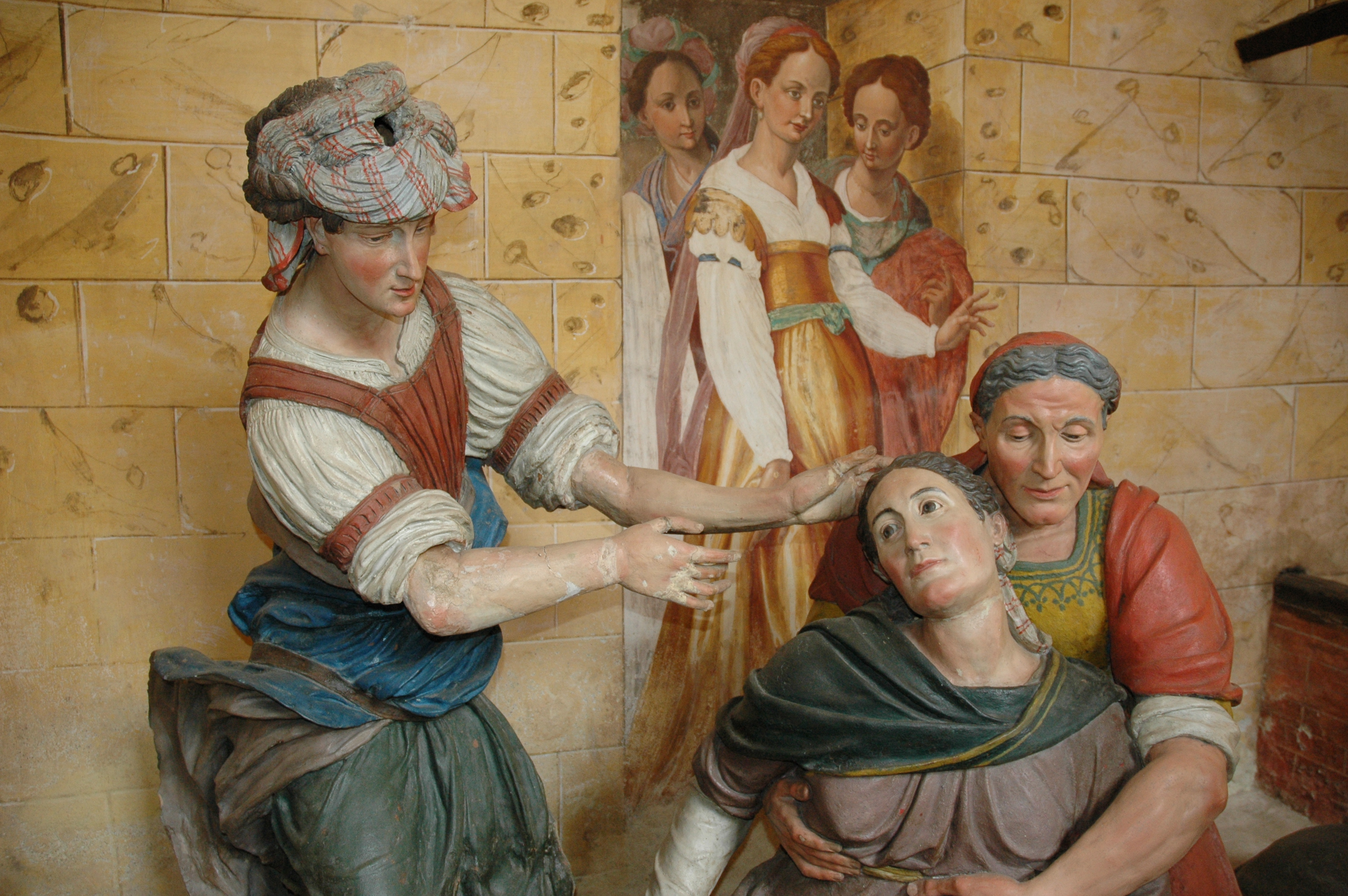
Cristoforo Prestinari, Cappella I, Nascita di San Francesco, (particolare), ca. 1605

In una prima fase costruttiva che arriva sin quasi alla metà del Seicento operarono artisti che godevano della personale fiducia di Bascapè e dei suoi immediati successori, sia in relazione all'attività già svolta presso il Sacro Monte di Varallo, sia in virtù della reputazione acquisita nel ducato milanese. Vanno ricordati fra di essi gli scultori Giovanni d'Enrico e Cristoforo Prestinari, e i pittori Giovanni Battista e Giovanni Mauro della Rovere detti i Fiammenghini. Sempre tra i pittori, l'assenza qui di Giovanni Battista Crespi detto il Cerano, presente invece al Sacro Monte di Varallo, è però compensata dalla presenza di Pier Francesco Mazzucchelli detto il Morazzone e di Antonio Maria Crespi, quest'ultimo della famiglia dei Crespi Castoldi, imparentata con lo stesso Cerano e proveniente da Busto Arsizio, da cui il soprannome per l'artista de "il Bustino".
Nella seconda metà del Seicento, con una accentuazione del gusto barocco, troviamo attivo come scultore Dionigi Bussola, protostatuario del Duomo di Milano e grande interprete dei moduli artistici propri dei sacri monti (oltre ad Orta, fu attivo anche a Varallo, Varese e Domodossola)

Milanesi erano anche i fratelli Carlo Francesco e Giuseppe Nuvolone, pittori (cappelle X, La vittoria di San Francesco sulle tentazioni e XVII, La morte di San Francesco) A partire dalla fine del secolo, lasciò una nuova e diversa impronta stilistica il pittore Stefano Maria Legnani; poi, nella prima metà del Settecento, altri artisti milanesi: lo scultore Carlo Beretta e il pittore Federico Bianchi, Federico Ferrario.

### Nietzsche e il Sacro Monte di Orta
Molte persone illustri hanno fatto visita al Sacro Monte di Orta, ma nessuna targa commemorativa ricorda che nei primi giorni del maggio 1882, il Monte fu meta di una gita destinata a lasciare un qualche segno nella storia della cultura europea. I protagonisti dell'ascesa al Monte furono Lou Andreas Salomè, sua madre Louise, Friedrich Nietzsche, ed un comune amico Paul Rée. Tra il tormentato filosofo tedesco e la brillante ragazza russa vi fu, nell'incanto del luogo, un incerto momento di tenerezza che alcuni biografi hanno poi chiamato l'idillio di Orta. È la stessa Salomè a ricordare l'episodio: «Insieme facemmo tappa... a Orta... dove il vicino Monte Sacro sembrò averci affascinato tanto da farci perdere il senso del tempo: mia madre si offese perché Nietzsche e io ci eravamo trattenuti troppo a lungo sul Monte Sacro». Il fugace idillio fu forse fonte di illusioni e poi di grande amarezza per il filosofo tedesco, che così scriveva a Paul Rée: «Sono stato veramente male per intere settimane, e se vi dico che ho avuto venti giorni di tempo da Orta, non occorre che dica di più». La scrittrice Laura Pariani ha incentrato su questo episodio il romanzo La foto di Orta.
Nel 1980 la Regione Piemonte, attraverso una propria legge, ha istituito la Riserva Naturale Speciale del Sacro Monte di Orta al fine di tutelare, conservare e valorizzare il complesso storico-religioso. Insieme agli altri 8 Sacri Monti del Piemonte e della Lombardia è stato dichiarato patrimonio mondiale dell'umanità (Parigi, 4 luglio 2003).

## Descrizione
A differenza degli altri Sacri Monti, quello di Orta è l'unico interamente dedicato a un santo, le 20 cappelle che lo compongono raffigurano infatti episodi della vita e dei miracoli di San Francesco d'Assisi, che incarna in sé la figura di Cristo e ne vive l'esperienza mistica e caritatevole. In coerenza con l'idea, comune a tutti i Sacri Monti, di offrire una rappresentazione teatrale degli eventi, all'interno delle cappelle si trovano gruppi di statue di terracotta dipinta a grandezza naturale (nel complesso sono 376) e numerosi affreschi raffiguranti episodi della vita del santo che fanno da sfondo ai gruppi statuari.
Sull'arco di ingresso si trova una statua del santo a opera di Dionigi Bussola, l'iscrizione sul fregio dell'arco riporta la scritta «Qui in ordinate cappelle si vede la vita di Francesco, se desideri saperlo l'autore è l'amore».
Delle 32 cappelle previste ne sono state realizzate 20.

### La chiesa dei Santi Nicolao e Francesco

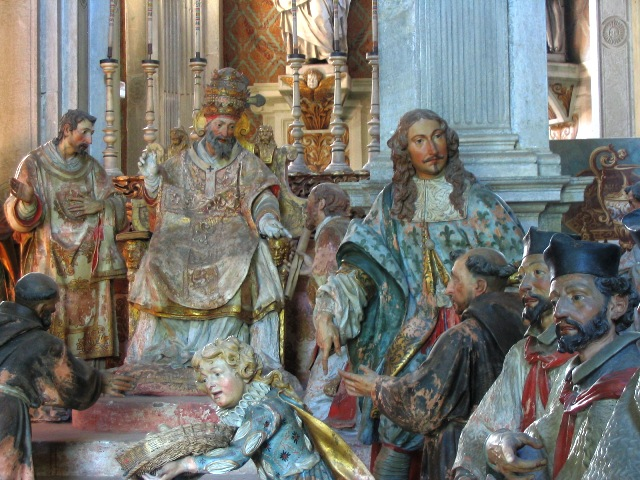
Dionigi Bussola, statue della cappella XX

Il complesso monumentale denominato Assisi del nord ha nella chiesa dei Santi Nicolao e Francesco, totalmente rimaneggiata nel 1600, il suo "cuore pulsante". In questo spazio sacro, un vero e proprio scrigno di tesori, recentemente oggetto di restauri, si possono ammirare opere in legno e radica di noce, quattro tele del pittore Cantalupi, secolo XVIII, una tela della scuola del Rocca, secolo XVIII, una del Busca, secolo XVIII, una quindicina di quadri di autori vari, una tela del Procaccini, secolo XVIII, e un medaglione in legno del secolo XVII. L'elemento però di maggior valore artistico è una Pietà, venerata con il titolo di Madre del Redentore. Si tratta di una scultura in legno, di fattura tedesca, che gli studiosi datano tra i secoli X e XI. La statua, incastonata in una nicchia barocca, è impreziosita da due corone, postele sul capo nel settembre 2006, che sono state create e donate da un laboratorio orafo milanese.
Annessi alla chiesa si trovano ora due conventi, quello "Grande" originariamente destinato ai frati cappuccini ed ora, a seguito di vicende storiche sfortunate, risalenti al periodo Napoleonico, divenuto proprietà privata, e quello "Piccolo", abitato da una piccola comunità di frati francescani minori che si occupano della gestione del Santuario e dell'accoglienza dei pellegrini.

## LaPeregrinatio

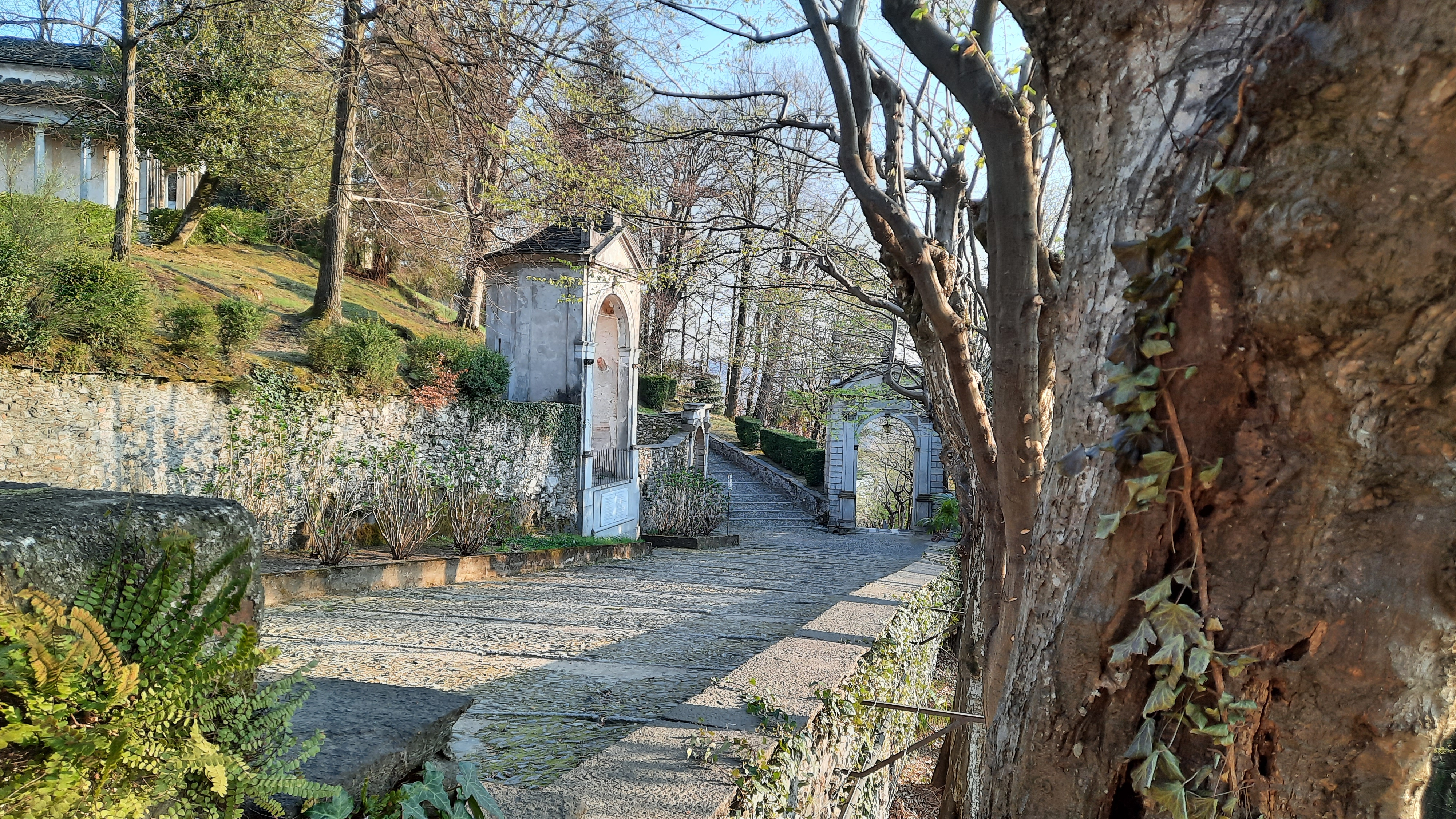
Il Sacro Monte di Orta sorge sulla collina che si eleva al centro della penisola di Orta San Giulio, situata sulla riva orientale del Lago d'Orta. Fu realizzato su emulazione del Sacro Monte di Varallo e si inserisce nelle realtà sorte sulla spinta della controriforma per contrastare la presenza luterana.

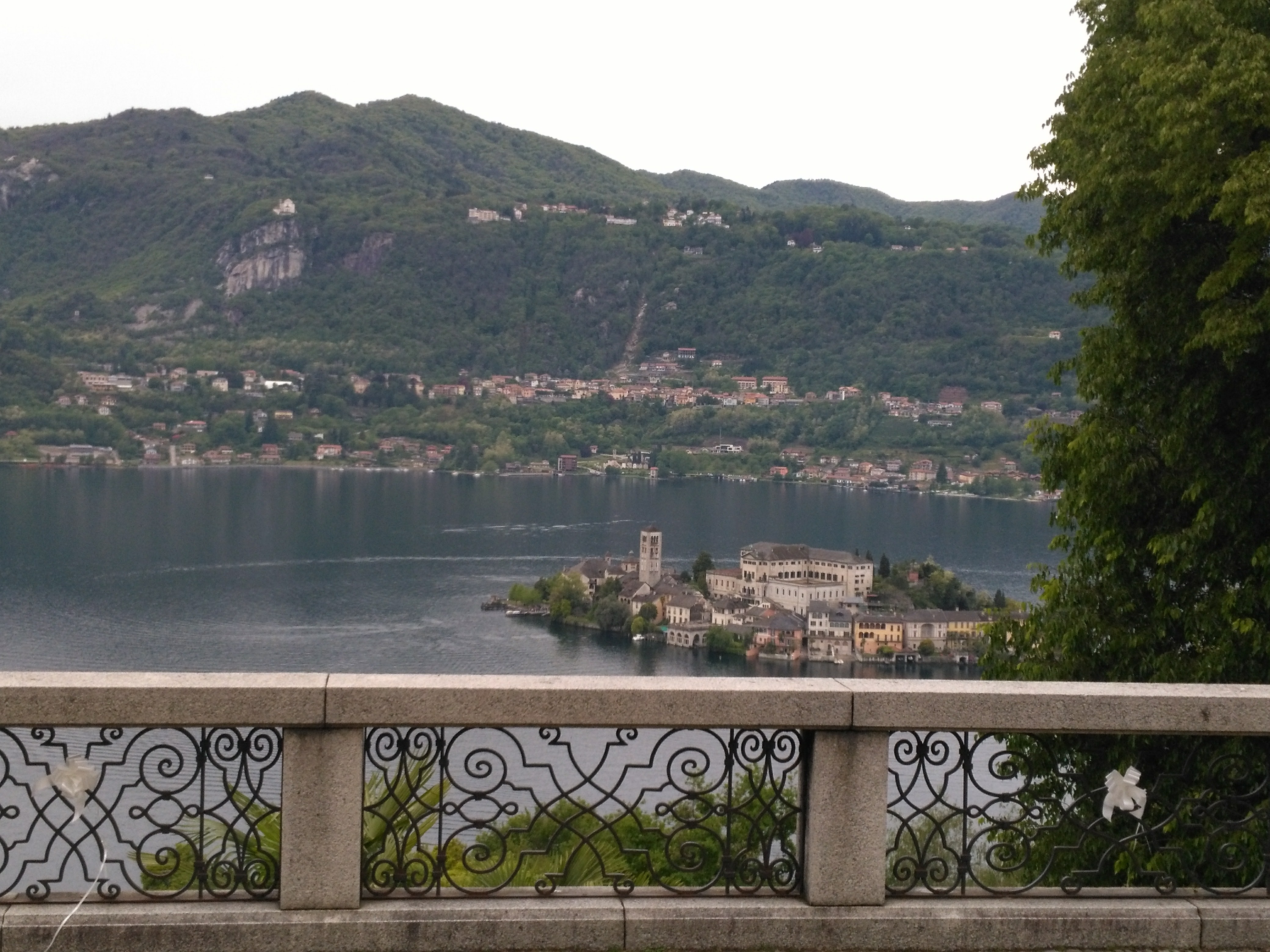
L'isola di San Giulio (in piemontese ìsola ëd San Giuli, in lombardo Isola de San Giuli) è l'unica isola del Lago d'Orta e fa parte del comune di Orta San Giulio, in provincia di Novara, in Piemonte.

I due monti sacri di Orta e Varallo sono uniti da un cammino devozionale, la cosiddetta Peregrinatio, lungo le antiche vie di comunicazione tra Valsesia e Cusio.
Situati in due vallate contigue, il Sacro Monte di Orta (NO) e quello di Varallo Sesia (VC) sono accomunati da un'origine storica simile: il primo a sorgere fu quello di Varallo, ad imitazione del quale fu poi concepito il complesso di Orta. Questi percorsi scaturiscono da esigenze dottrinali emerse dopo il Concilio di Trento (1542-1563), frutto della cosiddetta Controriforma, con la quale la Chiesa favorì e incentivò l'edificazione di luoghi di culto per riavvicinare la popolazione alla fede cattolica, minacciata dal Protestantesimo. Grande impulso all'edificazione dei Sacri Monti in Diocesi di Novara venne dal vescovo Carlo Bascapè.
I due Sacri Monti sono rimasti uniti anche nella storia più recente, poiché, con gli altri simili presenti in vari luoghi delle Alpi tra Piemonte e Lombardia, nel 2003 sono stati inseriti nella Lista dei Patrimoni Mondiali dell'Umanità tutelati dall'UNESCO, poiché "rappresentano un'integrazione di successo tra architettura e arti decorative in un paesaggio di grande bellezza e per l'alto valore spirituale raggiunto in un momento critico della storia della Chiesa Cattolica Romana".
Questi luoghi, ancora oggi mete ricercate del turismo religioso, sono da secoli protagonisti di pellegrinaggi da parte di fedeli provenienti anche da comunità molto distanti.
Il percorso devozionale della Peregrinatio è dedicato a San Francesco d'Assisi; lungo di esso si contano venti cappelle, completate da affreschi e gruppi statuari a grandezza naturale in terracotta che illustrano la vita del Santo dalla giovinezza alla maturità, alla morte, intesa come similitudine della vita di Gesù.